# نورس رمادي فاتح
النورس رمادي فاتح (الاسم العلمي: Leucophaeus) هو جنس من الطيور يتبع فصيلة النورسية من الرتبة الزقزاقيات.